# Kfz-Kennzeichen (Malediven)

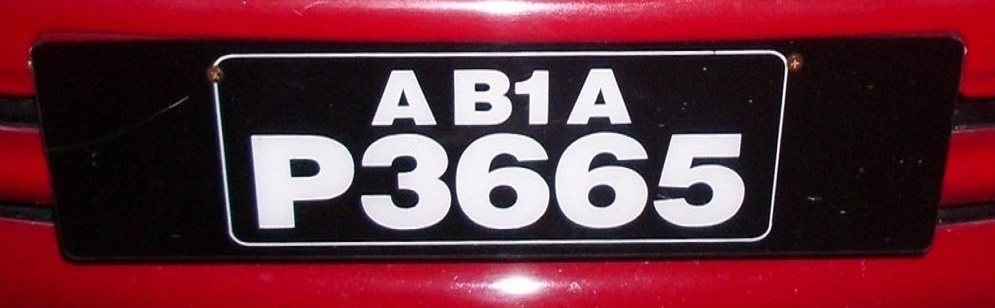
Aktuelles Kennzeichen seit 2003

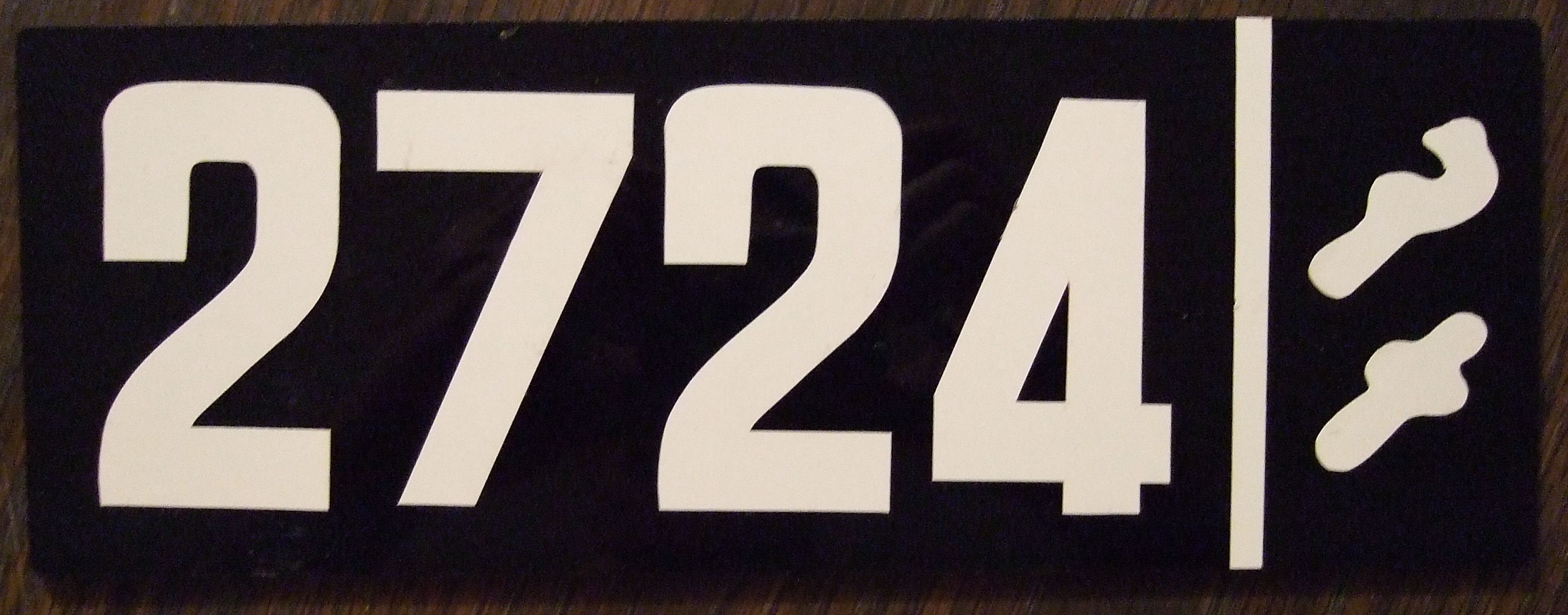
Kennzeichen ab 1984

Das aktuelle System der Kfz-Kennzeichen auf den Malediven wurde 2003 eingeführt. Die meisten Fahrzeuge erhalten schwarze Nummernschilder mit weißer Aufschrift. Bei Taxis wird schwarze Aufschrift auf gelbem Grund verwendet, Diplomatenkennzeichen zeigen die Farbkombination weiß auf blau.
Die Aufschrift besteht aus zwei Zeilen. In der oberen, etwas kleineren Zeile wird zwischen zwei Serienbuchstaben die Fahrzeugart codiert. Die untere Zeile beginnt mit einem Buchstaben, der die Verwendung des Fahrzeugs näher bestimmt, gefolgt von einer vierstelligen Ziffernkombination.
Vor 1984 zeigten die maledivischen Nummernschilder lediglich maximal vier weiße Ziffern auf schwarzem Grund, bevor am rechten Rand zwei Zeichen (ރދ) der Landessprache Dhivehi hinzugefügt wurden. 1998 wurde die obere, kleinere Zeile mit einem Buchstaben und zwei Ziffern eingeführt.
| Fahrzeug-Kategorie | Fahrzeug-Kategorie | Buchstaben | Seriennummer |
| ------------------ | --- | ---------- | ------------ |
|                    | A0 = Motorräder B0 = Fahrzeuge mit > 21 Sitzen B1 = Fahrzeuge mit max. 9 Sitzen B2 = Fahrzeuge mit > 9 und < 21 Sitzen C0 = Transporter/Lkw > 4 t C1 = Transporter < 2 t C2 = Transporter > 2 t und < 4 t |            |              |

| Farbe | Präfix |
| ----- | --- |
|       | P = Privatfahrzeuge C = kommerziell genutzte Fahrzeuge (Commercial) G = behördliche Fahrzeuge (Governmernt) |
|       | T = Taxi |
|       | D = Diplomaten                                                                                              |